# Grigorie al II-lea de la Colțea
Grigorie al II-lea de la Colțea (n. 1710 – d. 18 septembrie 1787, București) a fost de două ori mitropolit al Ungrovlahiei între anii 1760 și 1787. A fost egumen al Mănăstirii Colțea (de unde și supranumele său), eclesiarh la catedrala mitropolitană, egumen al Mănăstirii Glavacioc (1758-1760), mitropolit „titular” al Mirelor Lichiei (1748 -1760), apoi mitropolit al Ungrovlahiei (de la 28 iulie 1760 și până la moarte).
În 1774 a obținut de la generalul rus Piotr Saltîkov moaștele Cuviosului Dimitrie Basarabov, pe care le-a așezat în catedrala mitropolitană; sfântul respectiv fiind considerat în prezent „protector al Bucureștilor”. În 1776 patriarhul ecumenic Sofronie al II-lea i-a acordat titlul onorific de „locțiitor al scaunului din Cezareea Capadociei”.
A sprijinit activitatea tipografică din acea vreme, la inițiativa și pe cheltuiala sa fiind tipărite circa 40 de cărți religioase în limba română, multe dintre ele cu predoslovii (prefețe) scrise de el.